# Horloge « Paon »
L'Horloge « Paon » (en russe : Павлин часы ; en anglais : Peacock Clock) est une horloge automate réalisée par l'atelier de l'horloger anglais James Cox, qui représente trois oiseaux mécaniques grandeur nature. Elle appartient au musée de l'Ermitage de Saint-Pétersbourg. 
L'horloge a été fabriquée à Londres dans les années 1770, en bronze, argent, strass, dorure. Selon les spécialistes de l'Ermitage, il s'agit de la seule grande horloge automate au monde du XVIIIe siècle qui ait survécu jusqu'à nos jours sans modifications. 

## Histoire
En 1777, le favori de l’impératrice Catherine, le prince Grigori Potemkine, décide d’acheter un des produits de James Cox pour  l’impératrice. Il s'agissait de la fameuse horloge en cuivre doré, à l'origine la dorure était multicolore : la queue du paon était dorée-émeraude, et son corps était recouvert par endroits de vernis coloré.
Le paiement de 11 000 roubles a été effectué sur les fonds personnels de l'Impératrice selon une lettre du prince Potemkine.
Pendant le transport, des pièces du mécanisme ont été endommagées et ont dû être réparées en Russie. Potemkine n'a pas vu le mécanisme assemblé, puisqu'il est décédé en 1791. Après la mort du prince, l'impératrice Catherine II emmena l'horloge dans la demeure de Potemkine - le palais de Tauride -, où l'étrange horloge resta jusqu'en 1797, où elle fut livrée à l'Ermitage.

## Fonctionnement
La machine utilise quatre mécanismes : un mécanisme d'horlogerie et trois qui entraînent les figures d'un hibou, d'un paon et d'un coq. L'ordre dans lequel on remonte la machine a une signification profonde : le hibou, symbole de la nuit, se réveille le premier, les clochettes accrochées à la cage sonnent, l'oiseau bouge la tête et la patte, et roule des yeux. Ensuite, le paon lui-même s'incline gracieusement avec sa petite tête et déploie sa queue dorée, symbole du soleil. Le paon se retourne et montre l'arrière de sa queue, une surface argentée symbolisant la nuit. Le dernier à prendre vie est le coq.

A l’origine, le paon était doté d’une voix. Le mécanisme, qui n'a pas survécu, actionnait un hochet qui imitait le cri d'un oiseau. Le paon a commencé à « sonner » au moment où sa queue s’est déployée. Le coq, dont le cri met fin à la représentation, est exprimé par un petit orgue doté de fourrure et d'un tube lingual. 

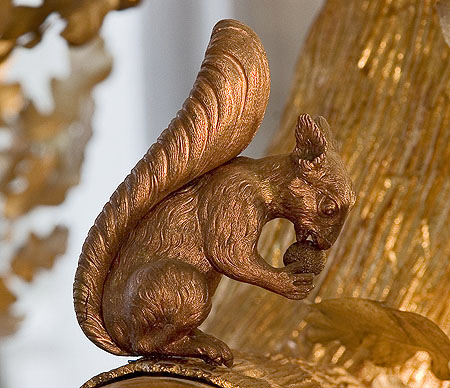
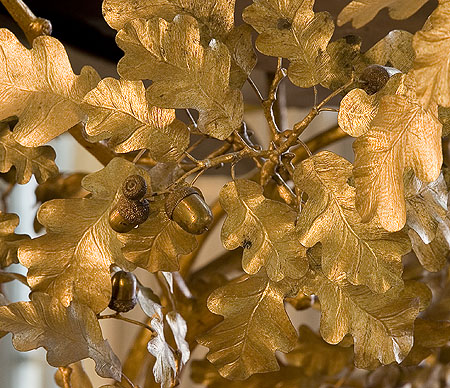
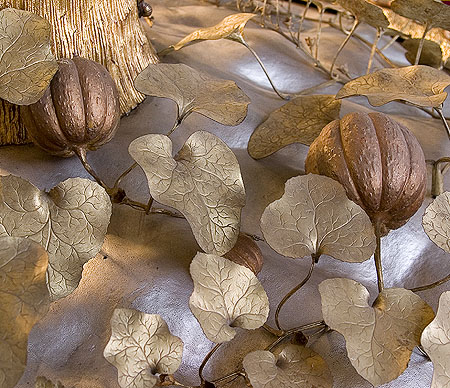
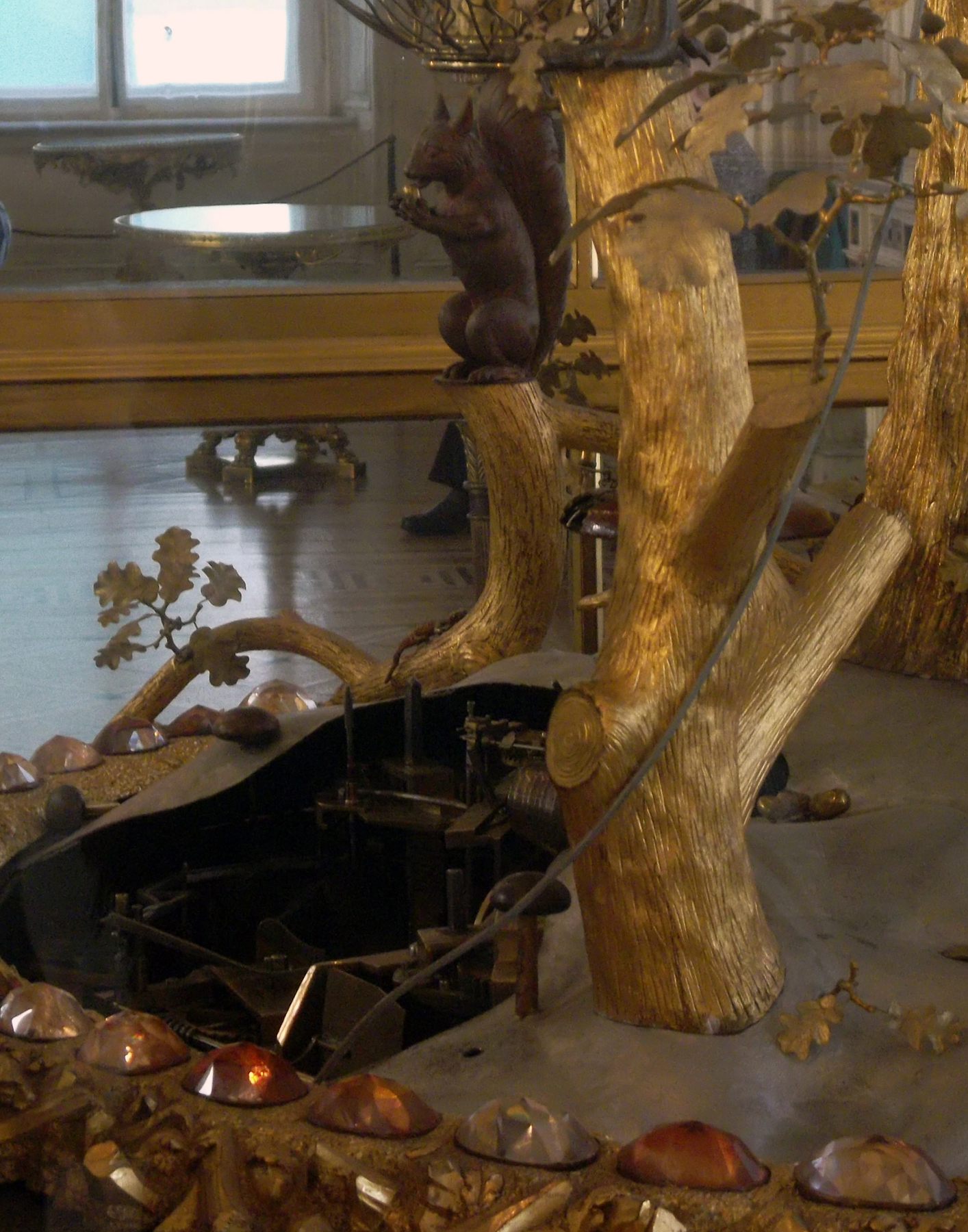
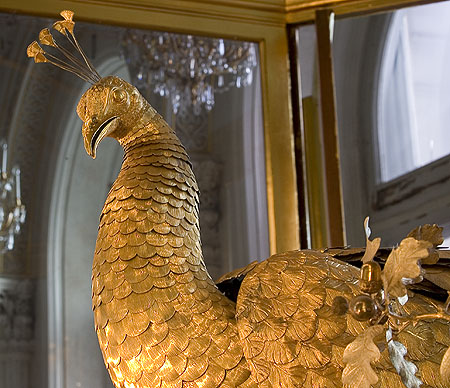

## Liens
- Yuna Zek, Antonina Balina, Mikhail Guryev, Yuri Semionov : L’horloge du paon – photos, histoire et description de l’horloge du paon sur hermitagemuseum.org (site web du musée de l’Ermitage, version archivée)
- Zek, A. D. Balina, « Horloge Paon » [archive du 6 mars 2019], Le musée de l’Ermitage (consulté le 6 mars 2019)
- Yuri Pyatnitsky. « Le Paon d’Or » de Catherine la Grande // « Notre Héritage » : magazine. — 2016. — № 117.
- Anna Kurtz. Horloge Paon à l’Ermitage // « ZooPrice » : magazine. — 2006. — Juillet (№ 7 (108)).
- [vidéo] « Horloge Paon », sur YouTube